# Sapyeong (metropolitana di Seul)
Sapyeong (사평역 - 砂平驛, Sapyeong-nyeok ) è una stazione della metropolitana di Seul servita dalla linea 9 della metropolitana di Seul e si trova nel quartiere di Seocho-gu, a Seul.

## Linee
Metro 9
● Linea 9 (Codice: 924)

## Struttura
La stazione, realizzata sottoterra, è costituita da due banchine laterali protette da porte di banchina. Fra i due binari serviti da banchine sono presenti altri due binari per i treni espressi che non fermano presso questa stazione. Sono presenti due aree tornelli, e 2 uscite in totale.
| Direzione Gaehwa       | ● Linea 9 | per Autostazione Extraurbana, Dongjak, Yeouido, Gimpo Aeroporto e Gaehwa |
| Direzione Sin-Nonhyeon | ● Linea 9 | per Sin-Nonhyeon                                                         |

## Stazioni adiacenti
| «                        | Servizio        | »            |
| Linea 9                  | Linea 9         | Linea 9      |
| ------------------------ | --------------- | ------------ |
| Autostazione Extraurbana | Locale (일반)   | Sin-Nonhyeon |
| Transito                 | Espresso (급행) | Transito     |